# فرودگاه بین‌المللی بانجول
فرودگاه بین‌المللی بانجول (به انگلیسی: Banjul International Airport) یک فرودگاه همگانی با کد یاتا BJL است که یک باند فرود آسفالت دارد و طول باند آن ۳۶۰۰ متر است. این فرودگاه در شهر بانجول کشور گامبیا قرار دارد و در ارتفاع ۲۹ متری از سطح دریا واقع شده‌است.

## شرکت‌های هواپیمایی و مقصدهای پروازی
| شرکت‌های هواپیمایی                | مقصدهای پروازی                                |
| -------------------------------- | --------------------------------------------- |
| آریک ایر                         | کوتوکا، مرتلا محمد                            |
| بینتر کاناریاس اجرا توسط NAYSA   | گرن کناریا                                    |
| بروکسل ایرلاینز                  | بروکسل، لئوپولد سدار سنگور                    |
| Corendon Dutch Airlines          | فصلی: اسخیپول آمستردام                        |
| هواپیمایی پادشاهی مراکش          | محمد پنجم                                     |
| Thomas Cook Airlines             | چارتر فصلی: بیرمنگام, هلسینکی، گاتویک، منچستر |
| Small Planet Airlines            | چارتر فصلی: گاتویک                            |
| Thomas Cook Airlines Scandinavia | چارتر: استکهلم-آرلاندا                        |
| ترانساویا.کام                    | فصلی: اسخیپول آمستردام                        |
| TUI fly Belgium                  | فصلی: بروکسل                                  |
| تی‌یوآی ایرلاینز نیدرلندز         | چارتر: اسخیپول آمستردام                       |
| ویولینگ                          | بارسلونا-ال پرات                              |